# Coppa del Mondo maschile di pallavolo 1999
La Coppa del Mondo di pallavolo maschile 1999 è stata la nona edizione della manifestazione, iniziata il 18 novembre e conclusasi il 2 dicembre 1999 e tenutasi nelle città giapponesi di Tokyo, Kagoshima, Hiroshima, Kumamoto, Osaka e Nagoya. Le prime 3 classificate avrebbero ottenuto il diritto a partecipare alle successive Olimpiadi di Sydney (2000).
La formula della competizione è stata quella del girone all'italiana, tutti contro tutti in partite di sola andata fra le 12 squadre partecipanti senza alcuna fase finale.

## Nazioni partecipanti
Campioni continentali:  Italia,  Stati Uniti,  Brasile,  Cina,  Tunisia.
Vicecampioni continentali:  Russia,  Cuba,  Argentina,  Corea del Sud*.
Wild card:  Canada,  Spagna.
Nazione ospitante:  Giappone.
Nota: La squadra vicecampione continentale del torneo asiatico è stata l'Australia; essendo quest'ultima però già qualificata per il torneo olimpico di Sydney 2000 in quanto paese organizzatrice dei giochi, ha lasciato il posto alla squadra classificatasi terza nel campionato continentale, cioè la Corea del Sud.

## Risultati
- Giovedì 18 novembre
  - Sede: Tokyo

|          |       |               |                                  |  |
| Cuba     | 3 – 0 | Corea del Sud | 25-23, 25-18, 25-20              |  |
| Spagna   | 0 – 3 | Argentina     | 21-25, 20-25, 27-29              |  |
| Giappone | 2 – 3 | Canada        | 25-19, 23-25, 25-16, 21-25, 8-15 |  |

- - Sede: Kagoshima

|         |       |             |                                   |  |
| Brasile | 2 – 3 | Stati Uniti | 22-25, 18-25, 25-22, 25-20, 13-15 |  |
| Italia  | 3 – 0 | Tunisia     | 25-21, 25-21, 25-16               |  |
| Russia  | 3 – 0 | Cina        | 25-14, 27-25, 25-13               |  |

- Venerdì 19 novembre
  - Sede: Tokyo

|               |       |          |                            |  |
| Argentina     | 0 – 3 | Cuba     | 20-25, 20-25, 22-25        |  |
| Spagna        | 3 – 0 | Canada   | 25-18, 25-16, 26-24        |  |
| Corea del Sud | 3 – 1 | Giappone | 25-19, 25-16, 22-25, 25-20 |  |

- - Sede: Kagoshima

|         |       |             |                            |  |
| Italia  | 1 – 3 | Russia      | 21-25, 27-29, 25-23, 18-25 |  |
| Cina    | 0 – 3 | Brasile     | 19-25, 18-25, 15-25        |  |
| Tunisia | 1 – 3 | Stati Uniti | 25-23, 21-25, 15-25, 23-25 |  |

- Sabato 20 novembre
  - Sede: Tokyo

|           |       |               |                            |  |
| Canada    | 3 – 0 | Corea del Sud | 25-23, 28-26, 25-21        |  |
| Cuba      | 3 – 1 | Spagna        | 24-26, 25-21, 25-20, 25-16 |  |
| Argentina | 3 – 0 | Giappone      | 23-25, 25-20, 23-25, 16-25 |  |

- - Sede: Kagoshima

|             |       |         |                            |  |
| Brasile     | 0 – 3 | Italia  | 16-25, 19-25, 17-25        |  |
| Russia      | 3 – 0 | Tunisia | 25-18, 25-15, 25-21        |  |
| Stati Uniti | 3 – 1 | Cina    | 23-25, 25-21, 25-22, 25-14 |  |

- Domenica 21 novembre
  - Riposo
- Lunedì 22 novembre
  - Sede: Hiroshima

|               |       |           |                                   |  |
| Cuba          | 3 – 0 | Canada    | 25-17, 25-17, 26-24               |  |
| Corea del Sud | 3 – 2 | Argentina | 25-22, 25-19, 23-25, 17-25, 20-18 |  |
| Spagna        | 3 – 2 | Giappone  | 25-13, 29-31, 17-25, 25-16, 15-13 |  |

- - Sede: Kumamoto

|         |       |             |                                   |  |
| Brasile | 2 – 3 | Russia      | 20-25, 25-21, 25-19, 22-25, 12-15 |  |
| Italia  | 0 – 3 | Stati Uniti | 23-25, 19-25, 22-25               |  |
| Tunisia | 1 – 3 | Cina        | 23-25, 25-21, 23-25, 18-25        |  |

- Martedì 23 novembre
  - Sede: Hiroshima

|               |       |           |                            |  |
| Canada        | 1 – 3 | Argentina | 22-25, 25-20, 19-25, 22-25 |  |
| Corea del Sud | 0 – 3 | Spagna    | 24-26, 22-25, 23-25        |  |
| Giappone      | 0 – 3 | Cuba      | 21-25, 22-25, 16-25        |  |

- - Sede: Kumamoto

|             |       |         |                                   |  |
| Brasile     | 3 – 0 | Tunisia | 25-20, 25-20, 25-17               |  |
| Stati Uniti | 2 – 3 | Russia  | 22-25, 19-25, 25-20, 32-30, 11-15 |  |
| Cina        | 1 – 3 | Italia  | 25-23, 16-25, 14-25, 21-25        |  |

- Mercoledì 24 novembre e giovedì 25 novembre
  - Riposo
- Venerdì 26 novembre
  - Sede: Osaka

|          |       |             |                            |  |
| Cuba     | 3 – 0 | Cina        | 25-18, 25-16, 25-17        |  |
| Spagna   | 3 – 0 | Tunisia     | 25-16, 25-16, 25-18        |  |
| Giappone | 1 – 3 | Stati Uniti | 25-22, 23-25, 23-25, 23-25 |  |

- - Sede: Nagano

|               |       |         |                                   |  |
| Canada        | 3 – 2 | Brasile | 22-25, 16-25, 25-22, 25-22, 15-13 |  |
| Corea del Sud | 3 – 2 | Russia  | 18-25, 15-25, 25-23, 25-22, 15-11 |  |
| Argentina     | 2 – 3 | Italia  | 25-22, 12-25, 25-19, 18-25, 11-15 |  |

- Sabato 27 novembre
  - Sede: Osaka

|          |       |             |                            |  |
| Cuba     | 3 – 1 | Tunisia     | 25-18, 22-25, 25-23, 24-26 |  |
| Spagna   | 3 – 1 | Stati Uniti | 25-22, 21-25, 25-21, 25-21 |  |
| Giappone | 3 – 0 | Cina        | 25-22, 25-22, 29-27        |  |

- - Sede: Nagano

|               |       |         |                     |  |
| Corea del Sud | 0 – 3 | Brasile | 14-25, 24-26, 18-25 |  |
| Argentina     | 0 – 3 | Russia  | 20-25, 17-25, 19-25 |  |
| Canada        | 0 – 3 | Italia  | 25-27, 19-25, 14-25 |  |

- Domenica 28 novembre
  - Sede: Osaka

|          |       |             |                                   |  |
| Cuba     | 2 – 3 | Stati Uniti | 19-25, 25-20, 25-20, 20-25, 11-15 |  |
| Cina     | 2 – 3 | Spagna      | 22-25, 25-21, 21-25, 25-22, 17-19 |  |
| Giappone | 3 – 2 | Tunisia     | 25-21, 24-26, 19-25, 25-17, 15-12 |  |

- - Sede: Nagano

|               |       |         |                            |  |
| Argentina     | 1 – 3 | Brasile | 25-23, 17-25, 15-25, 19-25 |  |
| Canada        | 0 – 3 | Russia  | 19-25, 28-30, 21-25        |  |
| Corea del Sud | 0 – 3 | Italia  | 22-25, 20-25, 23-25        |  |

- Lunedì 29 novembre
  - Riposo
- Martedì 30 novembre
  - Sede: Tokyo

|          |       |         |                            |  |
| Spagna   | 1 – 3 | Brasile | 18-25, 25-20, 17-25, 20-25 |  |
| Cuba     | 0 – 3 | Russia  | 15-25, 23-25, 18-25        |  |
| Giappone | 0 – 3 | Italia  | 19-25, 18-25, 12-25        |  |

- - Sede: Tokyo

|             |       |               |                     |  |
| Stati Uniti | 3 – 0 | Argentina     | 25-23, 25-23, 38-36 |  |
| Tunisia     | 0 – 3 | Canada        | 18-25, 17-25, 20-25 |  |
| Cina        | 0 – 3 | Corea del Sud | 22-25, 17-25, 19-25 |  |

- Mercoledì 1º dicembre
  - Sede: Tokyo

|        |       |          |                                   |  |
| Cuba   | 0 – 3 | Brasile  | 23-25, 20-25, 20-25               |  |
| Spagna | 2 – 3 | Italia   | 18-25, 25-22, 32-30, 23-25, 12-15 |  |
| Russia | 3 – 0 | Giappone | 33-31, 25-20, 25-12               |  |

- - Sede: Tokyo

|             |       |               |                                   |  |
| Tunisia     | 0 – 3 | Argentina     | 10-25, 23-25, 27-25               |  |
| Cina        | 2 – 3 | Canada        | 25-22, 23-25, 25-18, 23-25, 13-15 |  |
| Stati Uniti | 1 – 3 | Corea del Sud | 25-19, 23-25, 22-25, 21-25        |  |

- Giovedì 2 dicembre
  - Sede: Tokyo

|         |       |          |                                   |  |
| Cuba    | 3 – 1 | Italia   | 25-18, 23-25, 25-23, 25-16        |  |
| Spagna  | 3 – 2 | Russia   | 25-22, 18-25, 23-25, 27-25, 15-13 |  |
| Brasile | 3 – 1 | Giappone | 25-16, 23-25, 25-19, 25-16        |  |

- - Sede: Tokyo

|             |       |               |                            |  |
| Stati Uniti | 3 – 1 | Canada        | 25-21, 20-25, 26-24, 25-20 |  |
| Tunisia     | 0 – 3 | Corea del Sud | 15-25, 26-28, 19-25        |  |
| Cina        | 1 – 3 | Argentina     | 22-25, 20-25, 25-19, 23-25 |  |

## Classifica finale
|     | Squadra       | Punti | G  | V | P  | PV   | PP   | Ratio | SV | SP | Ratio |
| --- | ------------- | ----- | -- | - | -- | ---- | ---- | ----- | -- | -- | ----- |
| 1.  | Russia        | 20    | 11 | 9 | 2  | 1003 | 859  | 1.168 | 31 | 11 | 1.003 |
| 2.  | Cuba          | 19    | 11 | 8 | 3  | 890  | 801  | 1.111 | 26 | 12 | 2.167 |
| 3.  | Italia        | 19    | 11 | 8 | 3  | 935  | 834  | 1.121 | 26 | 14 | 1.857 |
| 4.  | Stati Uniti   | 19    | 11 | 8 | 3  | 1053 | 1004 | 1.049 | 28 | 17 | 1.053 |
| 5.  | Brasile       | 18    | 11 | 7 | 4  | 958  | 850  | 1.127 | 27 | 15 | 1.800 |
| 6.  | Spagna        | 18    | 11 | 7 | 4  | 995  | 974  | 1.022 | 25 | 19 | 1.316 |
| 7.  | Corea del Sud | 17    | 11 | 6 | 5  | 873  | 884  | 0.988 | 18 | 21 | 0.857 |
| 8.  | Canada        | 16    | 11 | 5 | 6  | 881  | 943  | 0.934 | 17 | 24 | 0.708 |
| 9.  | Argentina     | 15    | 11 | 4 | 7  | 910  | 953  | 0.955 | 18 | 23 | 0.783 |
| 10. | Giappone      | 14    | 11 | 3 | 8  | 903  | 995  | 0.908 | 16 | 27 | 0.593 |
| 11. | Cina          | 12    | 11 | 1 | 10 | 847  | 977  | 0.867 | 10 | 31 | 0.323 |
| 12. | Tunisia       | 11    | 11 | 0 | 11 | 758  | 932  | 0.813 | 5  | 33 | 0.152 |

- Russia, Cuba e Italia qualificate ai Giochi Olimpici di Sydney 2000.

| Campione Coppa del Mondo 1999 |
| ----------------------------- |
| Russia Primo titolo           |

## Premi individuali
- MVP
  -  Roman Jakovlev

- Miglior realizzatore
  -  Rafael Pascual

- Miglior schiacciatore
  -  Roman Jakovlev

- Miglior muro
  -  Bang Sing-bong

- Miglior servizio
  -  Osvaldo Hernández

- Miglior digger
  -  Lee Ho

- Miglior ricezione
  -  Lee Ho

- Miglior alzatore
  -  Lloy Ball